# John Cioffi
John Cioffi (né le 7 novembre 1956) est un ingénieur électricien américain qui a contribué à la théorie des systèmes de télécommunication, connu pour ses contributions au développement de DSL.

## Biographie
John Cioffi est né et a grandi en Illinois. Il obtient un baccalauréat universitaire en ingénierie électrique à l'université de l'Illinois à Urbana-Champaign en 1978. De 1978 à 1982, Cioffi travaille comme concepteur de modems aux  Laboratoires Bell à New Jersey. Il continue ses études à l'Stanford University, où il obtient un Ph.D. en ingénierie électrique en 1984. Cioffi travaille ensuite chez IBM, sur les disques durs. En 1986 il rejoint l'université Stanford comme professeur assistant en ingénierie électrique.
En 1991, Cioffi prend un congé de Stanford pour fonder l'entreprise Amati Communications Corporation, en vue de construire des modems DSL. Ce modem s'avère nettement meilleur que ceux basés sur la modulation d'amplitude en quadrature et la  Carrierless amplitude phase modulation (en) (CAP).
En 1993, Cioffi retourne à Stanford, tout en restant chez Amati en tant que dirigeant et administrateur jusqu'à son rachat par Texas Instruments en 1998. Les recherches de Cioffi s'orientent alors vers le  dynamic spectrum management (DSM).
En 2003, Cioffi fonde la société ASSIA (en) en vue d'améliorer les performances et les profits des réseaux DSL.
En 2009, Cioffi devient professeur émérite à Stanford, en tant que Hitachi Professor Emeritus of Engineering.

## Prix et distinctions (sélection)
- 1995 : Prix de réalisation exceptionnelle de l'American National Standards Institute pour contributions à ADSL
- 2000 : IEEE Third Millennium Medal
- 2000 : IET Médaille J. J. Thomson[5]
- 2001 : Membre de l'Académie nationale d'ingénierie des États-Unis[6]
- 2001 : IEEE Prix Koji Kobayashi Computers and Communications (en)[7]
- 2009 : Fellow international de l'Académie royale d'ingénierie
- 2006 : Prix Marconi[8]
- 2010 : Médaille Alexander Graham Bell de l'IEEE[9]
- 2010 : Doctorat honoris causa, université d'Édimbourg
- 2010 : The Economist Innovation Award – Computing and Telecommunications
- 2014 : IEEE Prix Leon K. Kirchmayer pour l'enseignement graduate
- 2014 : Intronisé au temple de la renommée d'Internet

## Publications (sélection)
- Thomas Starr, Massimo Sorbara, John M. Cioffi et Peter J. Silverman, DSL Advances, Prentice Hall, coll. « Prentice Hall Communications Engineering and Emerging Techno », décembre 2002, 570 p. (ISBN 978-0-13-093810-7, lire en ligne).
- Thomas Starr, John M. Cioffi et Peter J. Silverman, Understanding Digital Subscriber Line Technology, Prentice Hall, 1999, 496 p. (ISBN 978-0-13-780545-7).
- John M. Cioffi, chap. 4 « Generalized Decision-Feedback Equalization for Packet Transmission with ISI and Gaussian Noise », dans A. Paulraj, V. Roychowdhury et C. D. Schaper (éditeurs), Communications, Computation, Control and Signal Processing, a Tribute to Thomas Kailath, Kluwer Academic Publishers, 1997 (ISBN 978-0-7923-9815-8)
- John M. Cioffi, chap. 34 « Asymmetric Digital Subscriber Lines », dans J. D. Gibson (éditeur), The Communications Handbook, Boca Raton, CRC Press et IEEE Press, 1997, p. 450–479
- John M. Cioffi, chap. 15 « Adaptive Filtering », dans Sanjit K. Mitra et James F. Kaiser (éditeurs), Digital Signal Processing Handbook, Van Nostrand Reinhold, 1988
- John M. Cioffi, Sumanth Jagannathan, et Wooyul Lee, « Digital subscriber line (DSL) », Scholarpedia, 2008 (consulté le 9 mars 2019).